# Silvassa
Silvassa is een stad in het Indiase unieterritorium Dadra en Nagar Haveli en Daman en Diu. Het is de hoofdplaats van het district Dadra en Nagar Haveli.
Silvassa ligt in de enclave Nagar Haveli, dat ingeklemd ligt tussen de deelstaten Maharashtra en Gujarat. In de periode 1961–2020 was het de hoofdstad van het toenmalige unieterritorium Dadra en Nagar Haveli.
De stad zelf heeft ongeveer 10.000 inwoners, maar beschikt wel over een aantal fabrieken en industrieën die ervoor zorgen dat het gebied bekendstaat om haar lage belastingen.